# Мур, Харольд Эмери
Гарольд Эмери Мур (англ. Harold Emery Moore, 7 июля 1917 — 17 октября 1980) — американский ботаник.

## Биография
Гарольд Эмери Мур родился 7 июля 1917 года.
В 1939 году Мур получил степень бакалавра в Государственном колледже Массачусетса, затем отправился в Гарвардский университет, где получил степень магистра в 1940 году и степень доктора философии в 1942 году. Он внёс значительный вклад в ботанику, описав множество видов растений.
Гарольд Эмери Мур умер 17 октября 1980 года.

## Научная деятельность
Гарольд Эмери Мур специализировался на семенных растениях.

## Научные работы
- African Violets, Gloxinias and their relatives. 1957.
- An Annotated Checklist of Cultivated Palms. In: Principes. 7, 1963.
- The Major Groups of Palms and their Distribution. 1973.